# Chloroleucon tortum

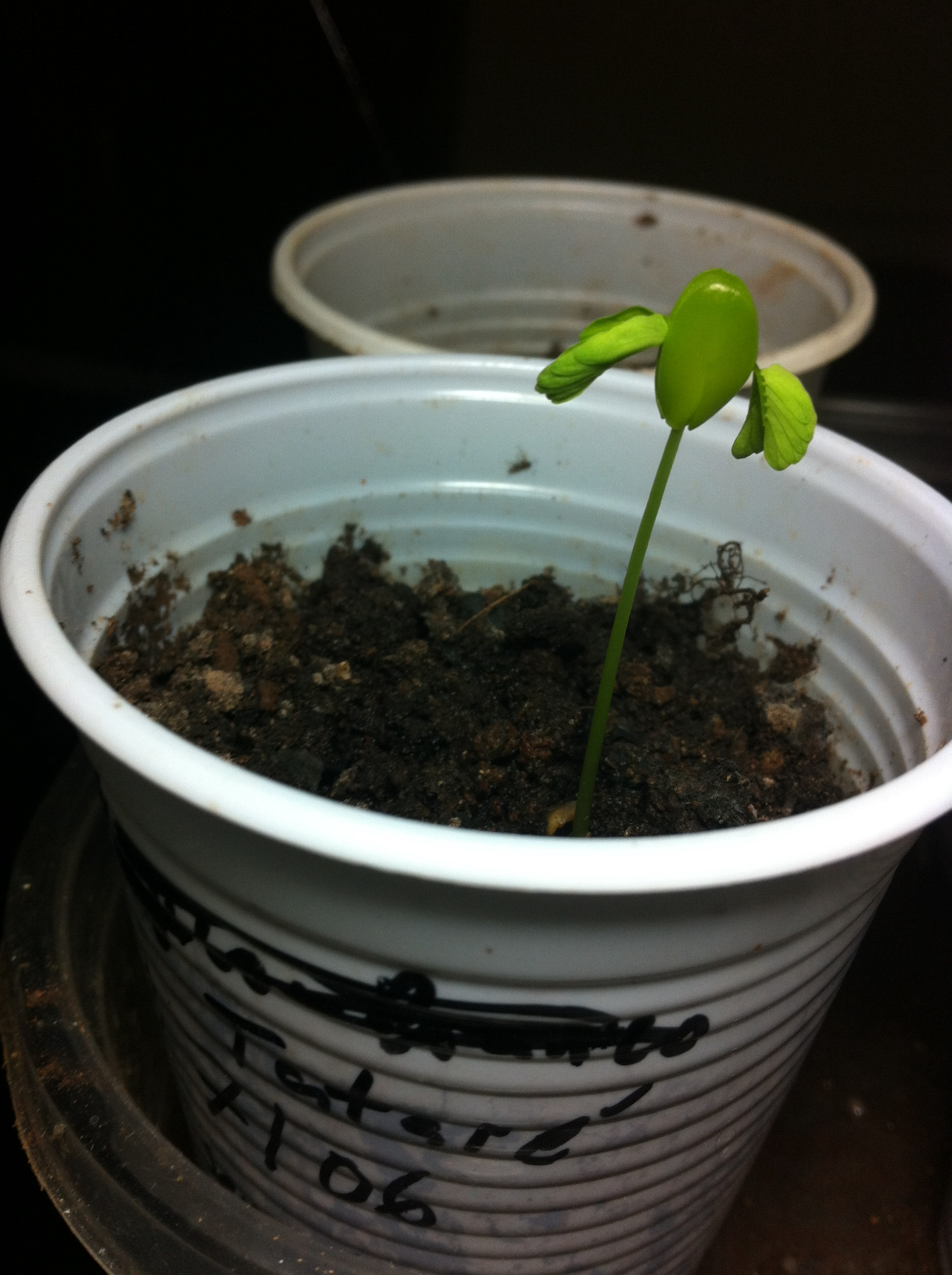
Planta joven

Chloroleucon tortum, comúnmente llamado tataré (del guaraní tatane, de "tata", «duro, fuerte, también: fuego», y "ne", «mal olor»: madera hedionda), es una especie botánica de árbol leguminoso en la familia de las Fabaceae.
 

Se la halla en Brasil y Paraguay; está amenazada gravemente por pérdida de hábitat. 

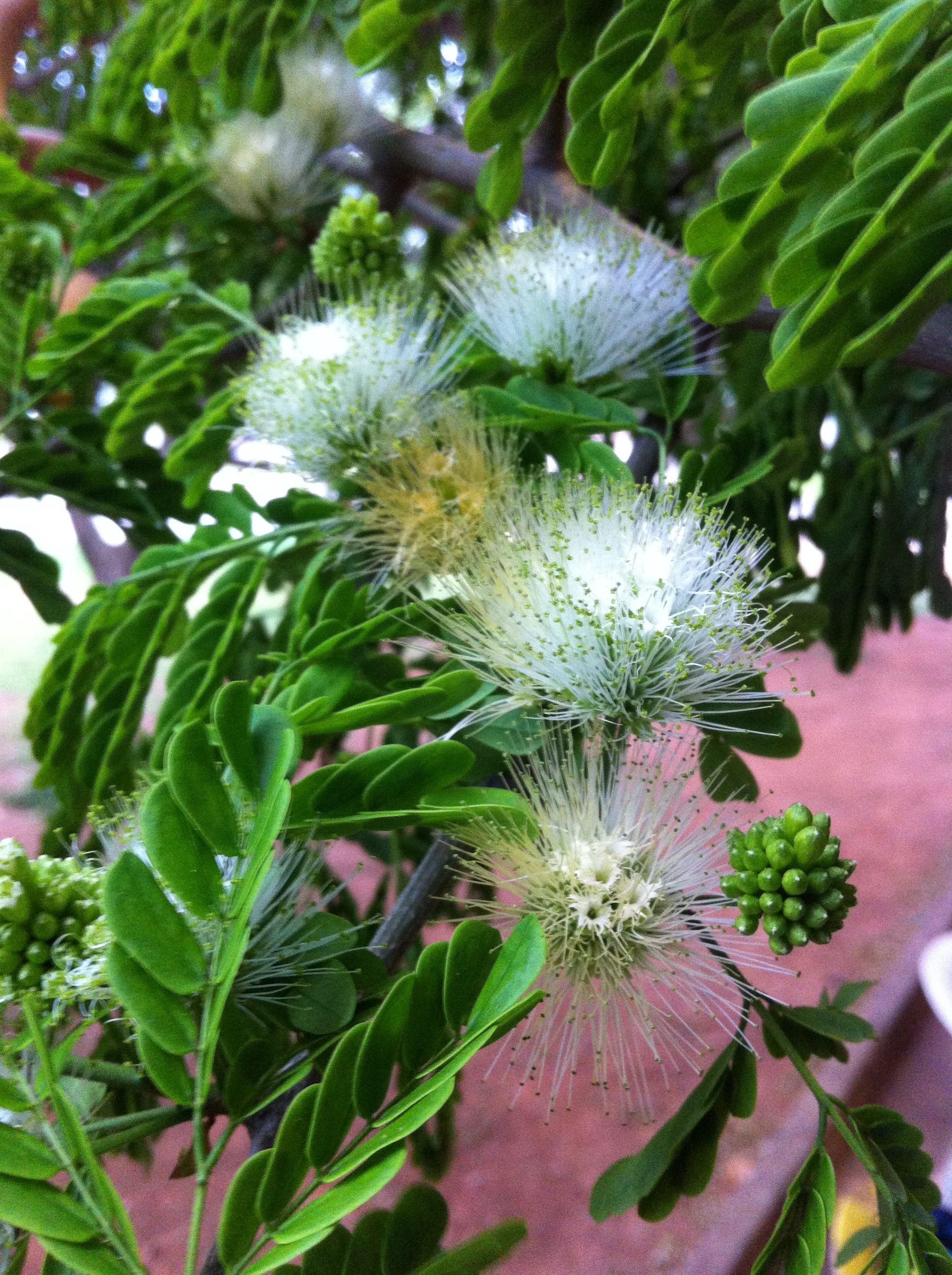
Flores

## Descripción
Árbol de hasta 8 m de altura con muchas ramificaciones, fuste extremadamente tortuoso, corteza descamada, cenicienta. Copa grande, de 8 m de diámetro. Hojas compuestas, bipinnadas, paripinnadas, 3 pares de pinnas y cada pinna con 5-8 pares de folíolos oblongos, y 10-15 cm de largo; glándulas en raquis y pecíolo. Flores en capítulos, blancas, solitarias o fasciculadas, axilares o terminales. Cáliz acampanado, y corola verdes, perianto de 5-6 brácteas, pétalos soldados; numerosos estambres. Fruto legumbre, dehiscente, retorcido espiralado.
Florece desde septiembre hasta diciembre y fructifica desde febrero hasta junio. La fructificación no es muy abundante y requiere la cosecha de las vainas antes de que se abran, para luego secarlas en la sombra.
Su madera es semipesada con 510 kilogramos por metro cúbico. Es resistente, de color amarillo oscuro con vetas de color amarillo claro que le dan un aspecto muy hermoso. Se deja secar muy bien, no se tuerce, es estable y fácil de trabajar en estado seco.
En la actualidad, no se usa como madera industrial. Se han hecho pruebas para pasos de escalera, para ebanistería fina y para decorado de interiores. Es una madera muy llamativa para decorados por su veteado elegante y su color. Bien cepillada y con barniz opaco, mantiene su color original. Se usa en forma muy limitada para marcos de cuadros. Es apta para tallados y para artículos torneados. Se usa mucho como leña y carbón.
Es un árbol ornamental muy hermoso que se encuentra frecuentemente en los huertos caseros de las zonas rurales.
Es melífero y los apicultores acostumbran colocar sus colmenas debajo de los bosquecillos de tatarê, por la sombra, el microclima fresco y la floración abundante.

## Taxonomía
Chloroleucon tortum fue descrito por (Mart.) Pittier y publicado en Boletin Científico y Técnico del Museo Comercial de Venezuela 1: 16. 1926.
Etimología
El nombre del género deriva de las palabras griegas χλωρóς (chloros), que significa "verde," y λευκός (leukos), que significa "blanco."
Sinonimia
- Cathormion tortum (Mart.) Pittier
- Feuilleea tortum (Mart.) Kuntze
- Pithecellobium tortum Mart.
- Pithecolobium tortum Mart.[7]

## Fuente
- Infobibos. Informaciones Tecnológicas. Chloroleucom tortum (Mart.) Barneby & J.W.Grimes. 2006. Ficha Técnica, 27 de enero de 2008